# 국민보수주의 정당 목록
이 문서는 세계의 국민보수주의 정당들의 목록이다. 강경 보수, 우파 포퓰리즘 정당의 사례도 많지만 중도우파 정당도 드물게 존재한다.

## 지역별 국민보수주의 정당

### 아시아
싱가포르
- 인민행동당[1]

 영국
- 민주연합당[2]
- 전통 연합주의자의 목소리[3]
- 영국 독립당[4]

 우즈베키스탄
- 우즈베키스탄 자유민주당

 인도
- 인도 인민당[5]

 일본
- 자유민주당[6]

 중화민국
- 중국 국민당[7]
- 신당
- 중화통일촉진당

### 유럽
그리스
- 독립 그리스인

 덴마크
- 덴마크 인민당

 독일
- 독일을 위한 대안[8]

 러시아
- 통합 러시아[9]
- 러시아 자유민주당
- 로디나

 세르비아
- 세르비아 진보당[10]
- 세르비아 민주당(DSS)[10]
- 세르비아 급진당

 스웨덴
- 스웨덴 민주당

 스위스
- 스위스 인민당

 스페인
- Vox[11]

 폴란드
- 법과 정의[12]

 프랑스
- 국민연합
- 약진하는 공화국

 헝가리
- 피데스
- 요비크

### 북아메리카
미국
- 공화당의 일부 정파
  - 티 파티 코커스[13]

## 오세아니아
오스트레일리아
- 폴린 핸슨의 원 네이션

## 기타
- 지역정당은 따로 표기
  - 예: 스코틀랜드 국민당은 영국의 정당이지만 스코틀랜드 지역정당이기 때문에 "ㅇ" 항목이 아닌 "ㅅ" 항목에 표기한다.
- 타이완은 중화민국으로 표기
- 대륙별로 분류, 대륙 내 국민보수주의 정당이 존재하는 국가의 순서는 가나다 순으로 분류하되 정당은 그 나라의 인기, 의석수로 분류